# Uncula herbaria
Uncula herbaria là một loài bướm đêm trong họ Noctuidae.